# Фнидк
Фнидк (араб. الفنيدق‎) — город в Марокко, расположен в области Танжер-Тетуан на испано-марокканской границе у Сеуты.

## Географическое положение
Город расположен на берегу Средиземного моря неподалёку от испанской автономии Сеута. Центр города находится на нулевой высоте над уровнем моря.

## Демография
Население города по годам:
| 2004   | 2012   |
| ------ | ------ |
| 53 559 | 59 263 |

## Транспорт
Ближайший аэропорт расположен в испанском эксклаве Сеуте.